# Zygomyia trispinosa
Zygomyia trispinosa är en tvåvingeart som beskrevs av Zaitzev 2002. Zygomyia trispinosa ingår i släktet Zygomyia och familjen svampmyggor. Inga underarter finns listade i Catalogue of Life.